# Christian Severin

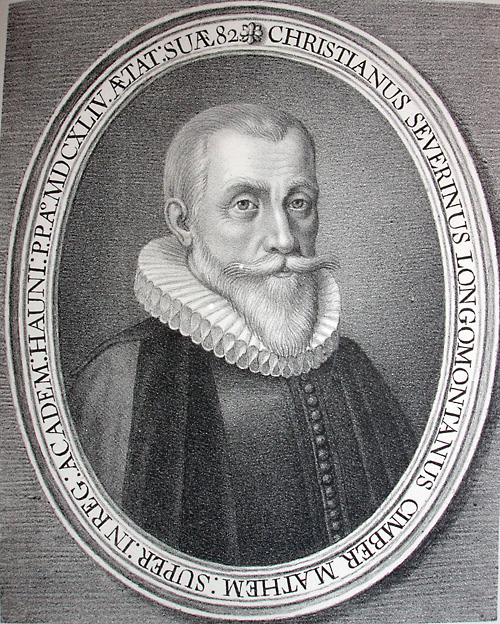
Christian Severin (Longomontanus)

Christian Severin (dänisch Christian Sørensen; * 4. Oktober 1562 in Longberg, Jütland, Dänemark; † 8. Oktober 1647) war ein dänischer Astronom. Bekannt wurde er unter dem latinisierten Namen Longomontanus.

## Leben
1589 wurde er von Tycho Brahe für astronomische Beobachtungen angestellt und arbeitete als sein Assistent. In dieser Tätigkeit folgte ihm Johannes Kepler im Oktober 1600.
Von 1597 bis 1602 studierte Severin an den Universitäten in Breslau, Danzig, Königsberg und schließlich Rostock, wo er 1598 zum Magister promoviert wurde. 1603 wurde er Rektor der Schule von Viborg. 1605 wurde er zum Professor an der Universität Kopenhagen gewählt, wo er viermal als Rektor amtierte.
Der Mondkrater Longomontanus ist nach ihm benannt.